# غونكالو برانداو
غونكالو جارديم برانداو (بالبرتغالية:Gonçalo Jardim Brandão) الشهير باسم غونكالو برانداو (مواليد 9 أكتوبر 1986 في لشبونة - البرتغال) لاعب كرة قدم برتغالي يلعب حاليا لصالح نادي الدرجة الأولى سيينا الإيطالي منذ 2008 في مركز الظهير الأيسر كما يجيد اللعب في مركز قلب الدفاع .

## روابط خارجية
- غونكالو برانداو على موقع الاتحاد الدولي (مؤرشف)  (الإنجليزية)
- غونكالو برانداو على موقع قاعدة بيانات كرة القدم.إي يو (الإنجليزية)
- غونكالو برانداو على موقع ناشيونال فوتبول تيمز (الإنجليزية)
- غونكالو برانداو على موقع Soccerbase.com (لاعب) (الإنجليزية)
- غونكالو برانداو على موقع Soccerway.com (الإنجليزية)
- غونكالو برانداو على موقع عالم كرة القدم.نت (الإنجليزية)
- غونكالو برانداو على موقع AS.com (الإسبانية)